# کریستین سالواتو
کریستین سالواتو (ایتالیایی: Cristian Salvato؛ زادهٔ ۱۸ اوت ۱۹۷۱ ‏(۵۳ سال)) دوچرخه‌سوار اهل ایتالیا است.